# جیسون کلارک
جیسون کلارک (به انگلیسی: Jason Clarke) (زاده ۱۷ ژوئیه ۱۹۶۹) بازیگر استرالیایی است. کلارک در بسیاری از فیلم‌ها و سریال‌های ساخت استرالیا ظاهر شده‌است و در هالیوود نیز به ایفای نقش می‌پردازد. از جمله فیلم‌های معروف وی می‌توان به فیلم‌های بی‌قانون، سی دقیقه پس از نیمه شب، سقوط کاخ سفید، مردی با قلب آهنین، نخستین انسان، عواقب و نابودگر: جنسیس اشاره کرد.

## اوایل زندگی
جیسون کلارک در وینتون، کوئینزلند زاده شد و بزرگ شد. پدرش در روستایی در استرالیای جنوبی، به عنوان پشم‌چین گوسفندان کار می‌کرد. خانواده‌اش نیز در کوئینزلند شمالی زندگی می‌کردند. او تحصیلات متوسطه خود را در کالج پارک ایگناتیوس به پایان رساند. کلارک تحصیل در رشته حقوق را از سال ۱۹۸۷ آغاز کرد، اما قبل از اتمام تحصیلات خود، تصمیم گرفت بازیگری را دنبال کند و در استودیو بازیگران سیدنی ثبت‌نام کند. او در کالج هنر ویکتوریا در ملبورن ادامه داد و در سال ۱۹۹۴ فارغ‌التحصیل شد.

## زندگی شخصی
جیسون کلارک در سال ۲۰۱۸ با بازیگر و مدل فرانسوی، سیسیل برشیا، ازدواج کرد. این زوج صاحب دو فرزند شده‌اند.

## فیلم‌شناسی

### سینمایی
| سال  | عنوان                         | نقش                | یادداشت |
| ---- | ----------------------------- | ------------------ | ------- |
| ۱۹۹۸ | گرگ و میش                     | پلیس جوان          |         |
| ۲۰۰۲ | حصار ضدخرگوش                  |                    |         |
|      | ریگز                          |                    |         |
| ۲۰۰۹ | دشمنان ملت                    |                    |         |
| ۲۰۱۰ | وال استریت: پول هرگز نمی‌خوابد | رئیس فدرال نیویورک |         |
| ۲۰۱۰ | تراست                         | داگ تیت            |         |
| ۲۰۱۱ | قتلگاه‌های تگزاس               | قانون              |         |
| ۲۰۱۲ | بی‌قانون (فیلم ۲۰۱۲)           | هاوارد             |         |
| ۲۰۱۲ | سی دقیقه پس از نیمه‌شب         | دن                 |         |
| ۲۰۱۳ | گتسبی بزرگ                    | جورج ویلسون        |         |
| ۲۰۱۳ | سقوط کاخ سفید                 | اِمیل استنز         |         |
| ۲۰۱۴ | فرشته‌های نیکوتر               | توماس لینکولن      |         |
| ۲۰۱۴ | طلوع سیاره میمون‌ها            | مالکولم            |         |
| ۲۰۱۵ | کودک ۴۴                       | آناتولی برودسکی    |         |
| ۲۰۱۵ | شوالیه جام‌ها                  | جانی               |         |
| ۲۰۱۵ | نابودگر: پیدایش               | جان کانر / تی-۳۰۰۰ |         |
| ۲۰۱۵ | تمام چیزی که می‌بینم تو هستی   | جیمز               |         |
| ۲۰۱۵ | اورست                         | راب هال            |         |
| ۲۰۱۷ | گل‌گرفته                       | هنری مک‌الن         |         |
| ۲۰۱۷ | مردی با قلب آهنین             | راینهارت هایدریش   |         |
| ۲۰۱۷ | چپاکوئیدیک                    | تد کندی            |         |
| ۲۰۱۸ | نخستین انسان                  | ادوارد هیگینز وایت |         |
| ۲۰۱۸ | وینچستر                       | اریک               |         |
| ۲۰۱۹ | عواقب                         | لوئیس مورگان       |         |
| ۲۰۱۹ | آرامش                         | فرانک              |         |
| ۲۰۱۹ | غبرستان حیوانات خانگی         | لویی کرید          |         |
| ۲۰۲۰ | شیطان تمام‌وقت                 | کارل هندرسون       |         |
| ۲۰۲۱ | جاده ابریشم                   | ریک بوودن          |         |
| ۲۰۲۳ | محاکمه نظامی شورش کین         |                    |         |

### تلویزیون
| سال      | عنوان             | نقش                    | یادداشت |
| -------- | ----------------- | ---------------------- | ------- |
| ۱۹۹۹–۲۰۰ | همه قدیسین        | ادی فورلانگ            |         |
| ۲۰۰–۲۰۰۳ | مأموران مخفی پلیس | برت لینتون اولیور جنسن |         |
| ۲۰۰۲     | خانه و دوری       | کریستوفر جانسون        |         |

## جوایز
| سال                       | کار                   | جایزه                     | دسته‌بندی                   | نتیجه    |
| ------------------------- | --------------------- | ------------------------- | -------------------------- | -------- |
| ۲۰۱۲                      | سی دقیقه پس از نیمه‌شب | انجمن منتقدان فیلم شیکاگو | بهترین بازیگر نقش مکمل مرد | نامزدشده |
| ۲۰۱۷                      | گل‌گرفته               | جوایز گاتهام              | بهترین گروه بازیگری        | پیروز    |
|                           | گل‌گرفته               | جایزه ایندیپندنت اسپیریت  | بهترین گروه بازیگری        | پیروز    |
| جایزه انجمن بازیگران فیلم | گل‌گرفته               | بهترین بازیگر نقش اول مرد | نامزدشده                   |          |